# 福井県立すこやかシルバー病院
福井県立すこやかシルバー病院（ふくいけんりつすこやかシルバーびょういん）は福井県福井市にある医療機関。福井県が設置し指定管理者として一般財団法人認知症高齢者医療介護教育センターが管理を行う認知症専門病院である。

## 沿革
- 1995年4月、創立
- 同年7月業務開始。
- 2006年指定管理者制度施行。
- 2012年一般財団法人化。

## 診療科目
- 精神科・神経内科（認知症）
- 内科
- 外科

## 交通アクセス
- 京福バス
  - 77 清水山線「シルバー病院」下車。